# المواطين
قرية المواطين هي إحدى القرى التابعة لمركز طما بمحافظة سوهاج في جمهورية مصر العربية. حسب إحصاءات سنة 2006، بلغ إجمالي السكان في المواطين 4385 نسمة، منهم 2269 رجل و2116 امرأة.